# Route nationale inter-états 1
Pour les articles homonymes, voir Route nationale 1.
La route nationale inter-états 1 (RNIE 1) est une route béninoise allant de la frontière togolaise à la frontière nigériane, en passant par Cotonou et Porto-Novo. Sa longueur est de 177 km.

## Tracé

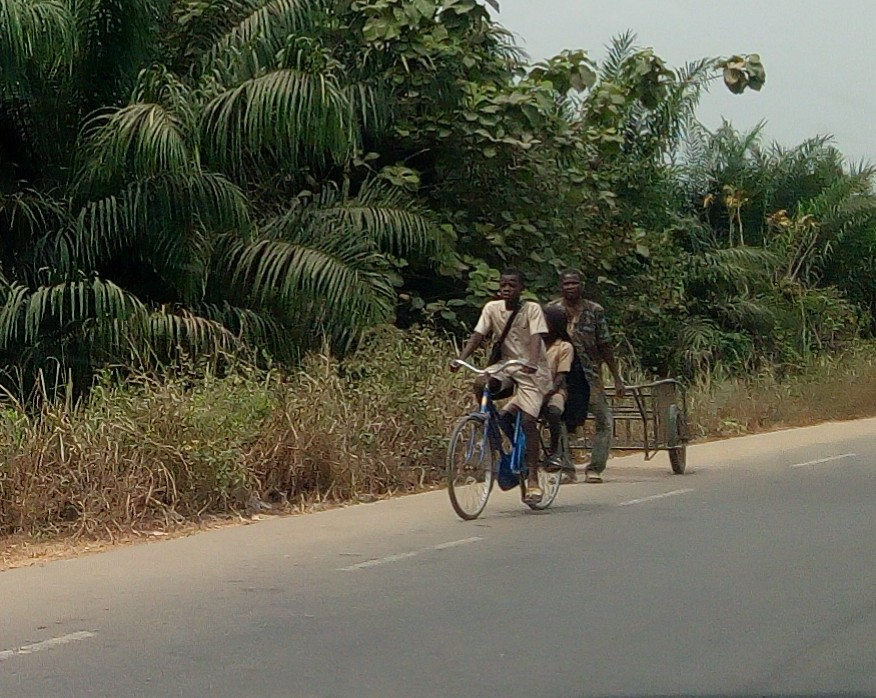
Élèves à bicyclette entre Comè et Grand-Popo.

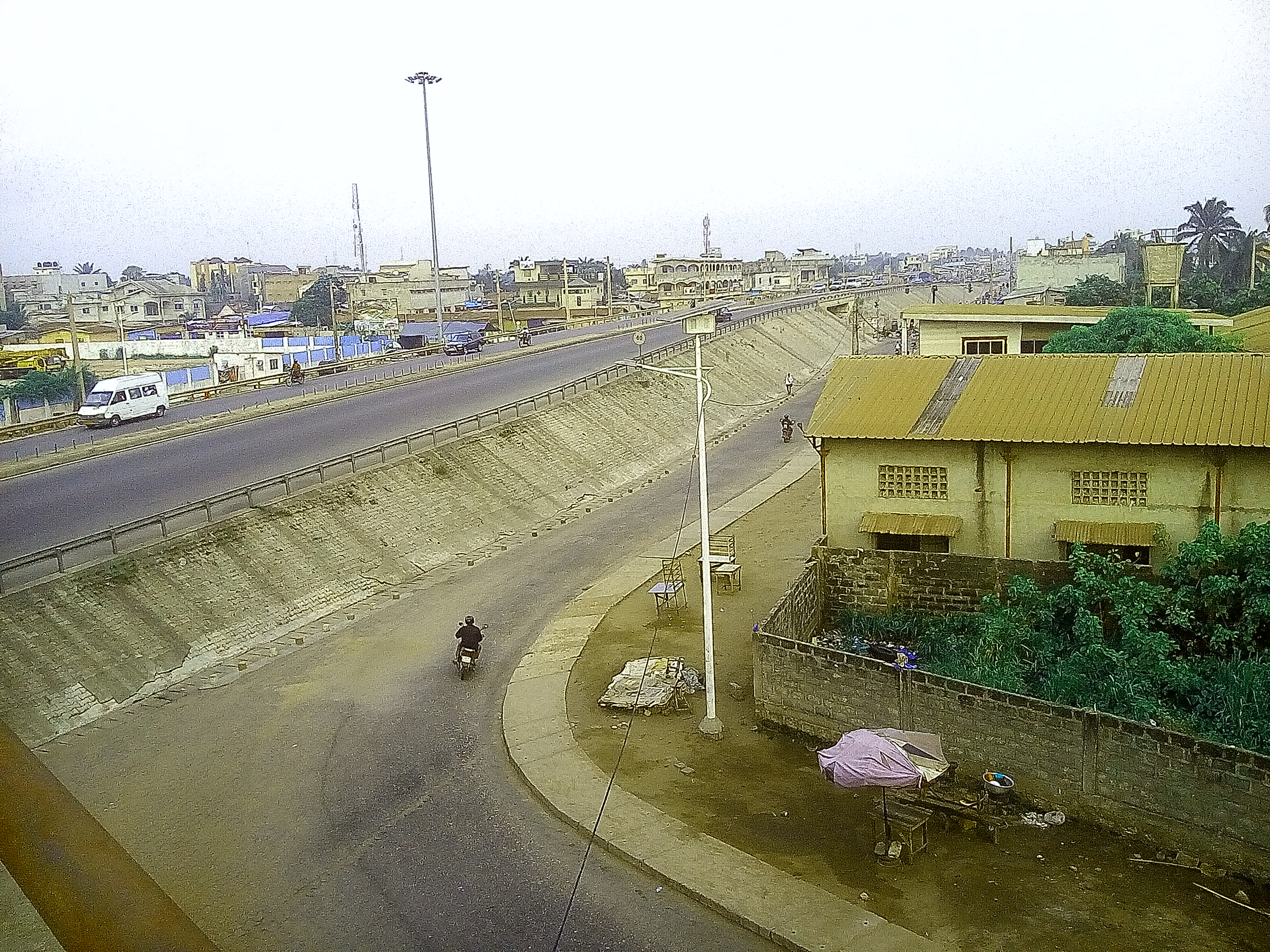
La RNIE 1 arrivant sur l'échangeur de Godomey.

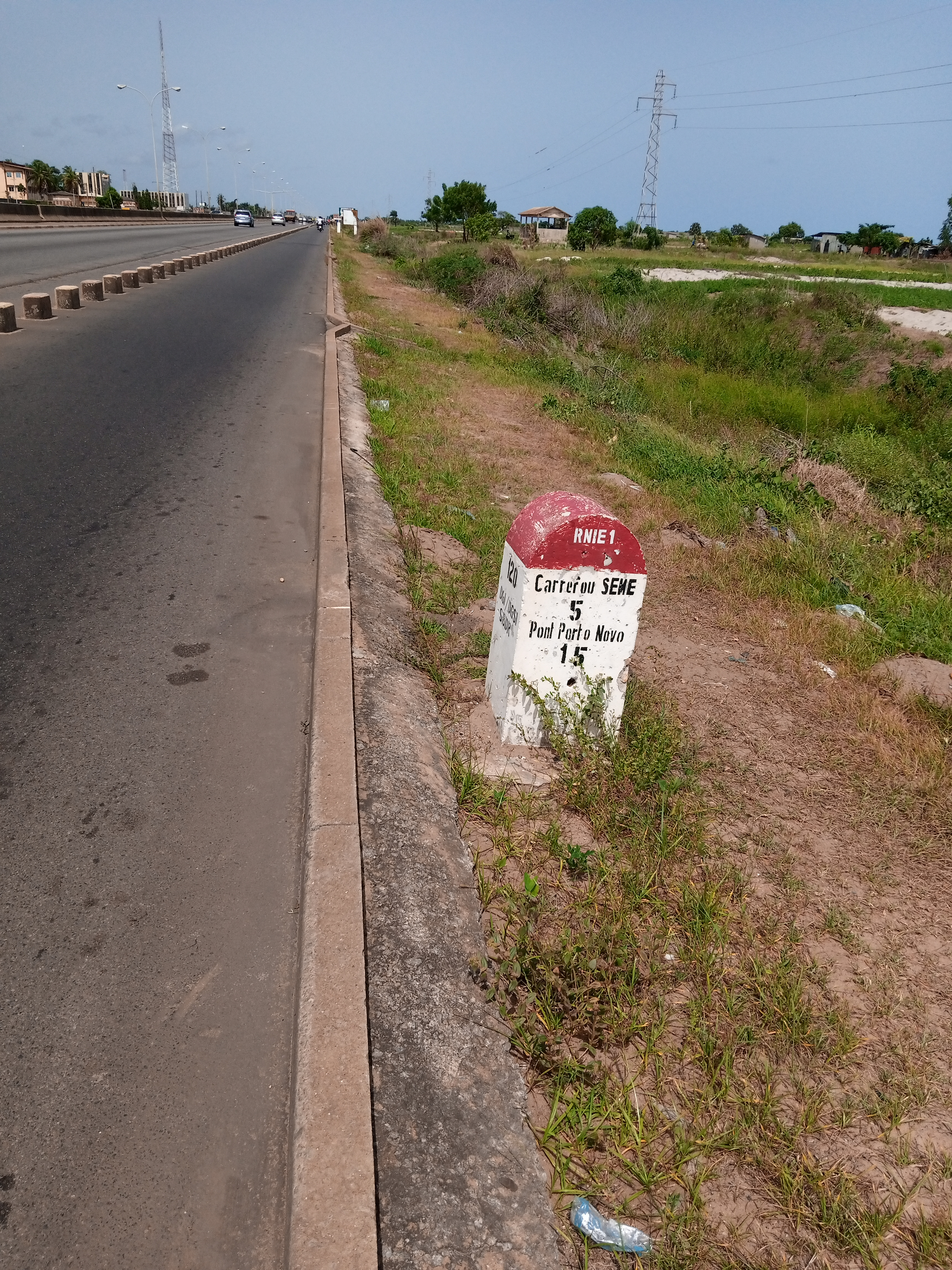
Borne kilométrique à Sèmè-Kpodji.

- Togo N2
- Département de Mono
  - Grand-Popo
  - Comè
- Département de l'Atlantique
  - Ouidah
- Département du Littoral
  - Cotonou
- Département de Ouémé
  - Sèmè-Kpodji
  - Porto-Novo
  - Akpro-Missérété
- Département du Plateau
  - Sakété
  - Ifangni
- Nigeria A51